# Weltausstellung Turin 1911
Die Weltausstellung 1911 in Turin (it: Esposizione internazionale dell’Industria e del Lavoro) war die 18. vom Bureau International des Expositions (BIE) anerkannte Weltausstellung. Sie wurde am 29. April 1911 von König Viktor Emanuel III. eröffnet und dauerte bis zum 19. November 1911. Als 120 Hektar großes Ausstellungsgelände nutzte man den Parco del Valentino. Die Weltausstellung fand anlässlich des 50. Jahrestages der Vereinigung zum Königreich Italien statt. Die Ausstellung verzeichnete über 7 Millionen Besucher.

## Geschichte
Das 120 Hektar große Ausstellungsgelände war, wie bei den internationalen Ausstellungen von 1884, 1898, 1902 und 1924, im 500.000 m² großen Parco del Valentino angesiedelt. Zur Feier des 50. Jahrestages, der „Unità d’Italia“, wurde eine Reihe von Ausstellungen in Turin, Rom und Florenz veranstaltet: In Rom fand eine internationale Ausstellung zeitgenössischer Kunst statt und in Florenz wurde eine Ausstellung italienischer Porträtkunst vom späten 16. Jahrhundert bis 1861 gezeigt sowie eine internationale Blumenausstellung durchgeführt. Die Weltausstellung in Turin war dem Thema Wirtschaft und Arbeit gewidmet.

## Teilnehmende Länder
An der Weltausstellung 1911 in Turin nahmen neben Italien die Länder Argentinien, Österreich-Ungarn, Belgien, Bolivien, Brasilien, Bulgarien, Chile, Chinesisches Kaiserreich, Kolumbien, Dänemark, Ecuador, Frankreich, Deutschland, Griechenland, Ungarn, Japan, Mexiko, die Niederlande, Nicaragua, Peru, Russland, das Königreich Serbien, Siam, Spanien, die Schweiz, die Türkei, Vereinigtes Königreich Großbritannien und Irland, sowie die Vereinigten Staaten von Amerika und Uruguay teil.

## Bildergalerie

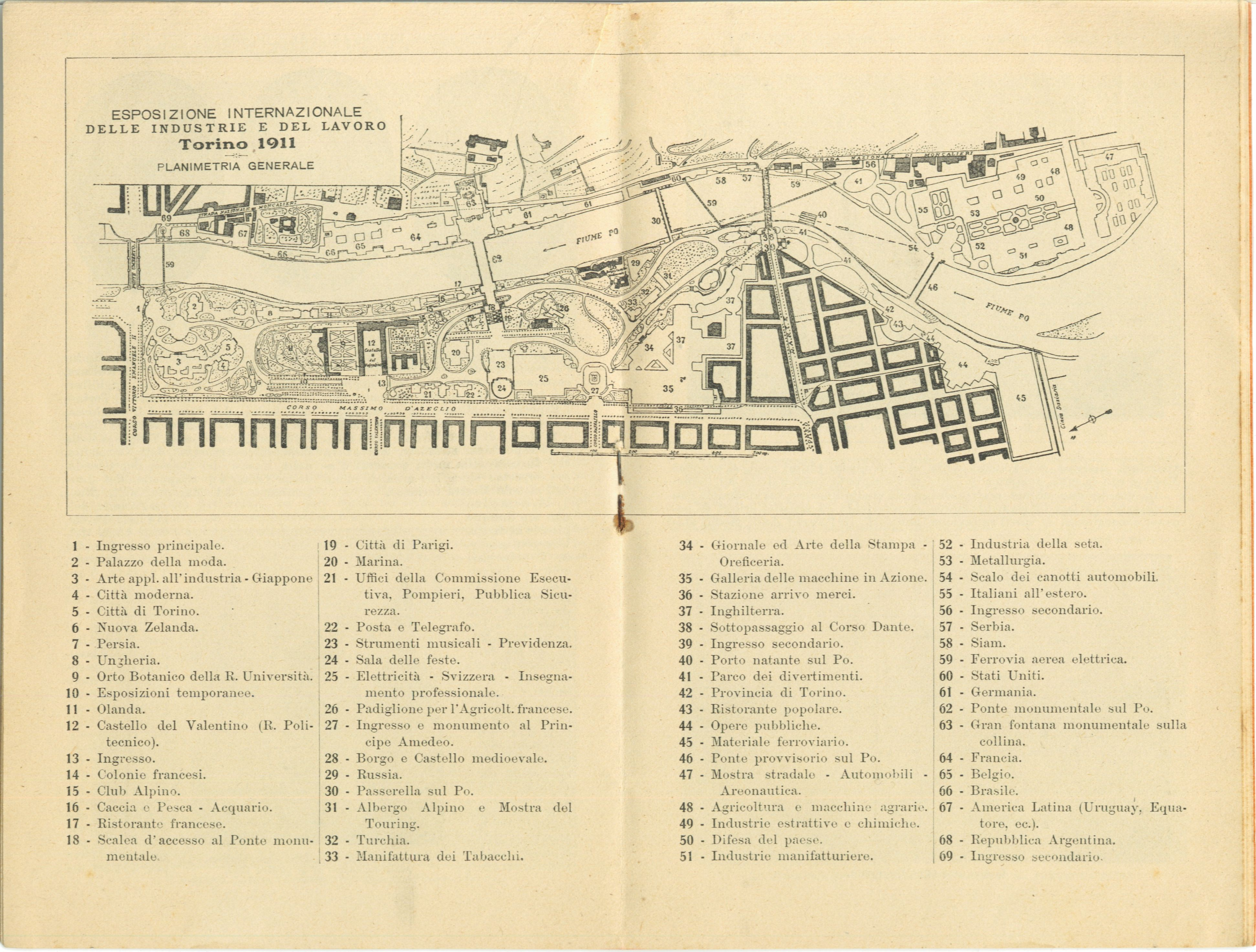
Karte des Ausstellungsgeländes der Weltausstellung von 1911 in Turin
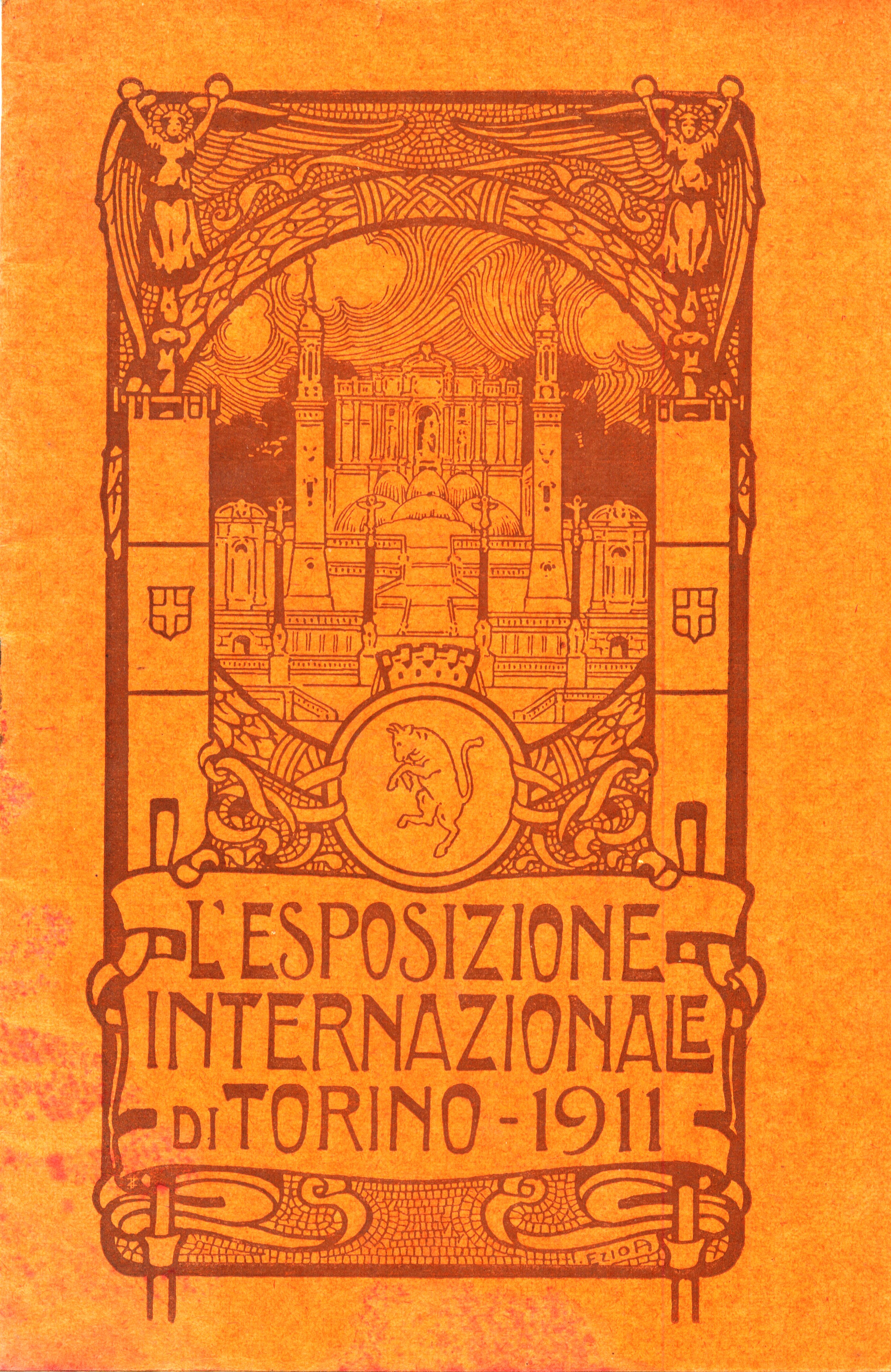
Dokumentarfilm der Weltausstellung von 1911 in Turin
- Logo der Weltausstellung von 1911 in Turin
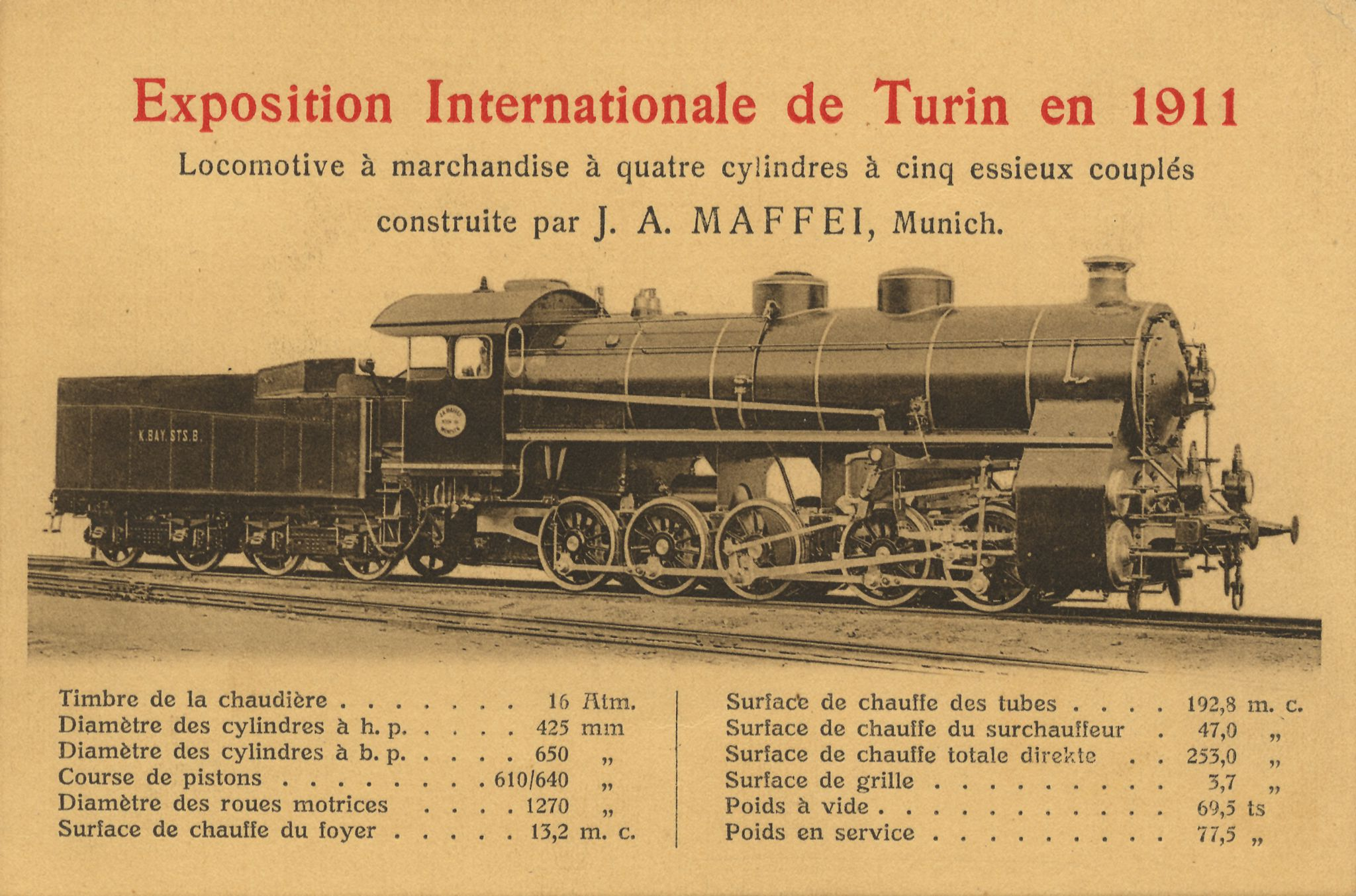
Bayerische G 5/5 von J. A. Maffei. Ausgestellt an der Weltausstellung von 1911 in Turin
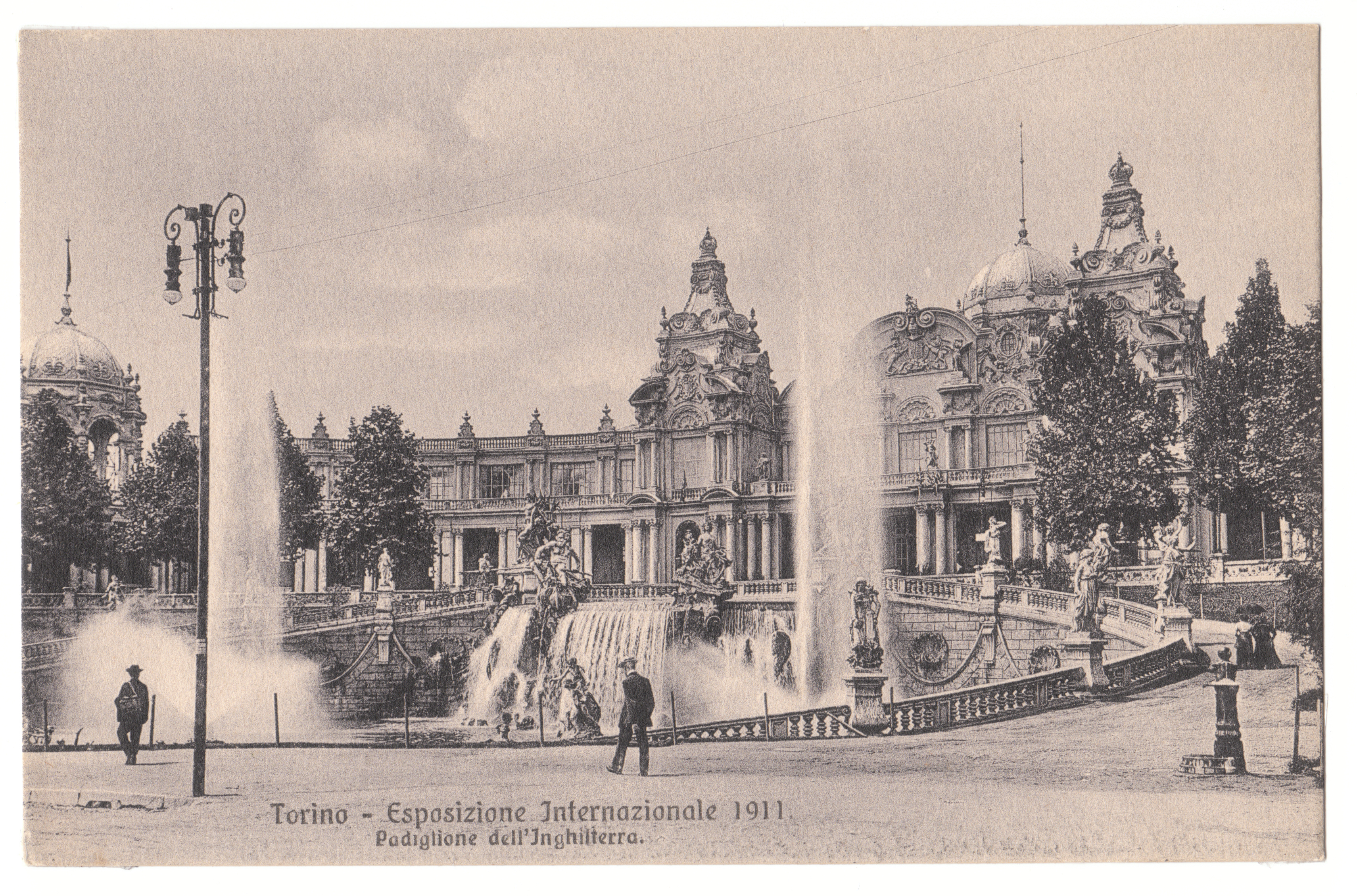
Pavillon von Großbritannien mit Brunnen
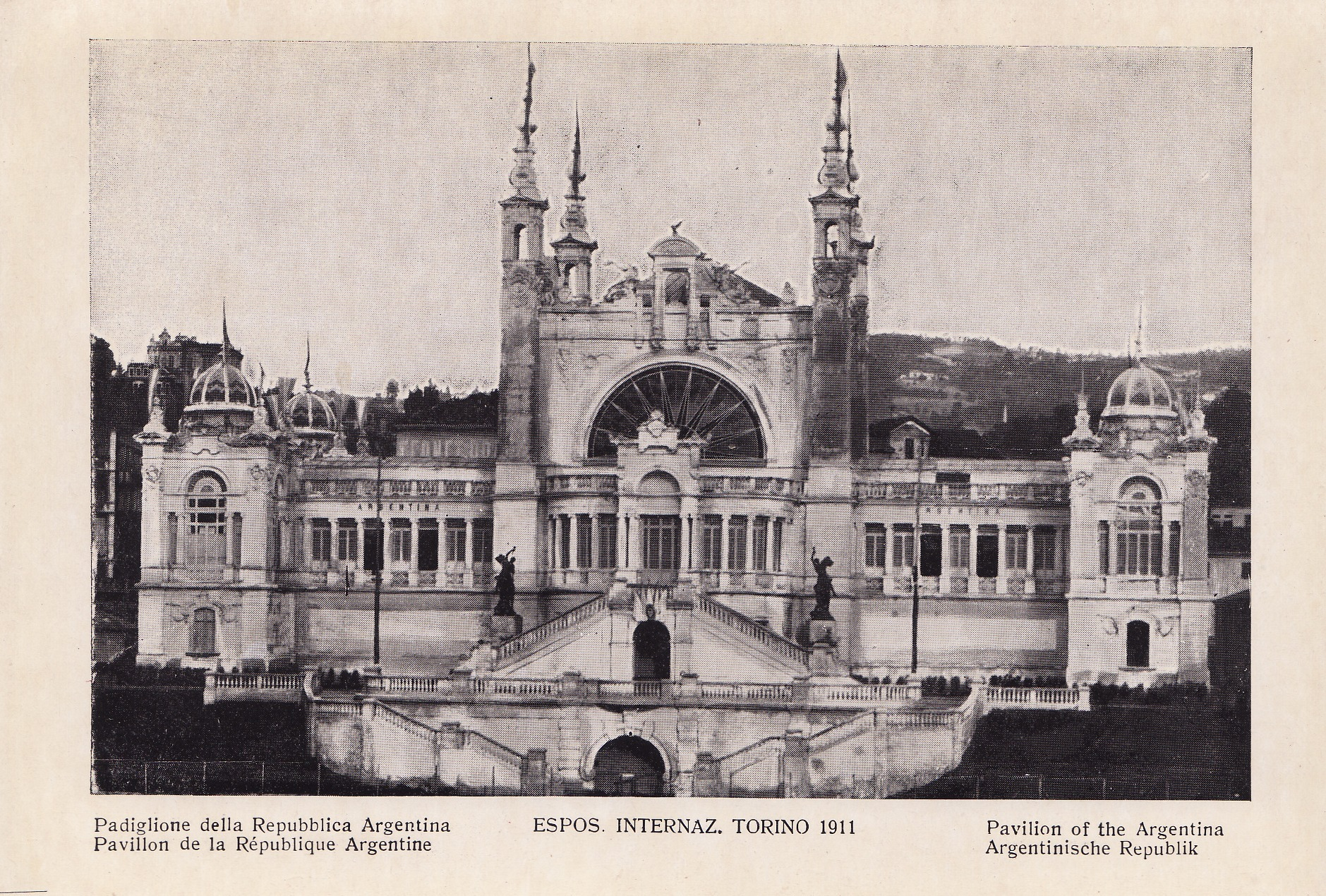
Pavillon von Argentinien
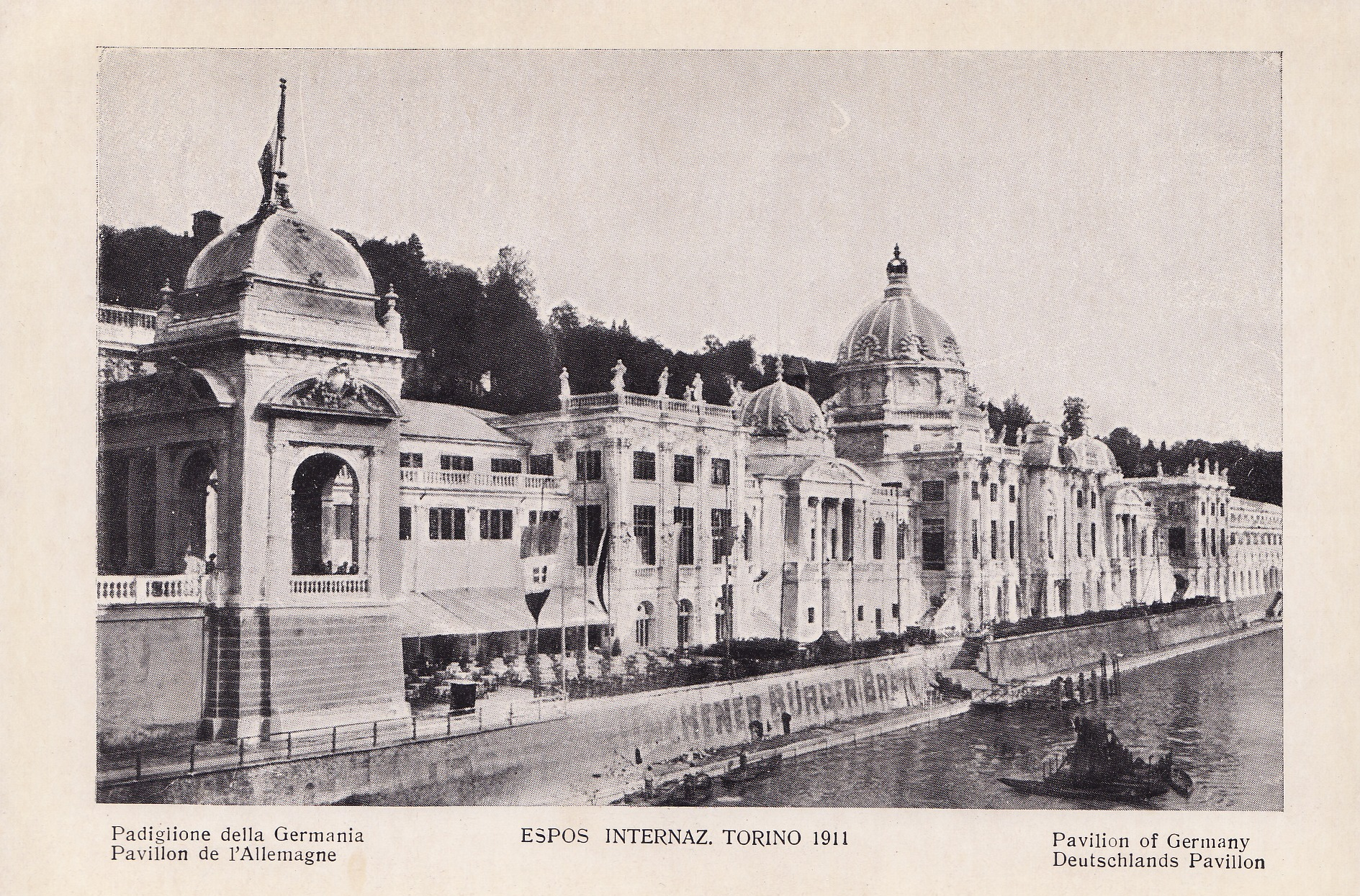
Pavillon von Deutschland
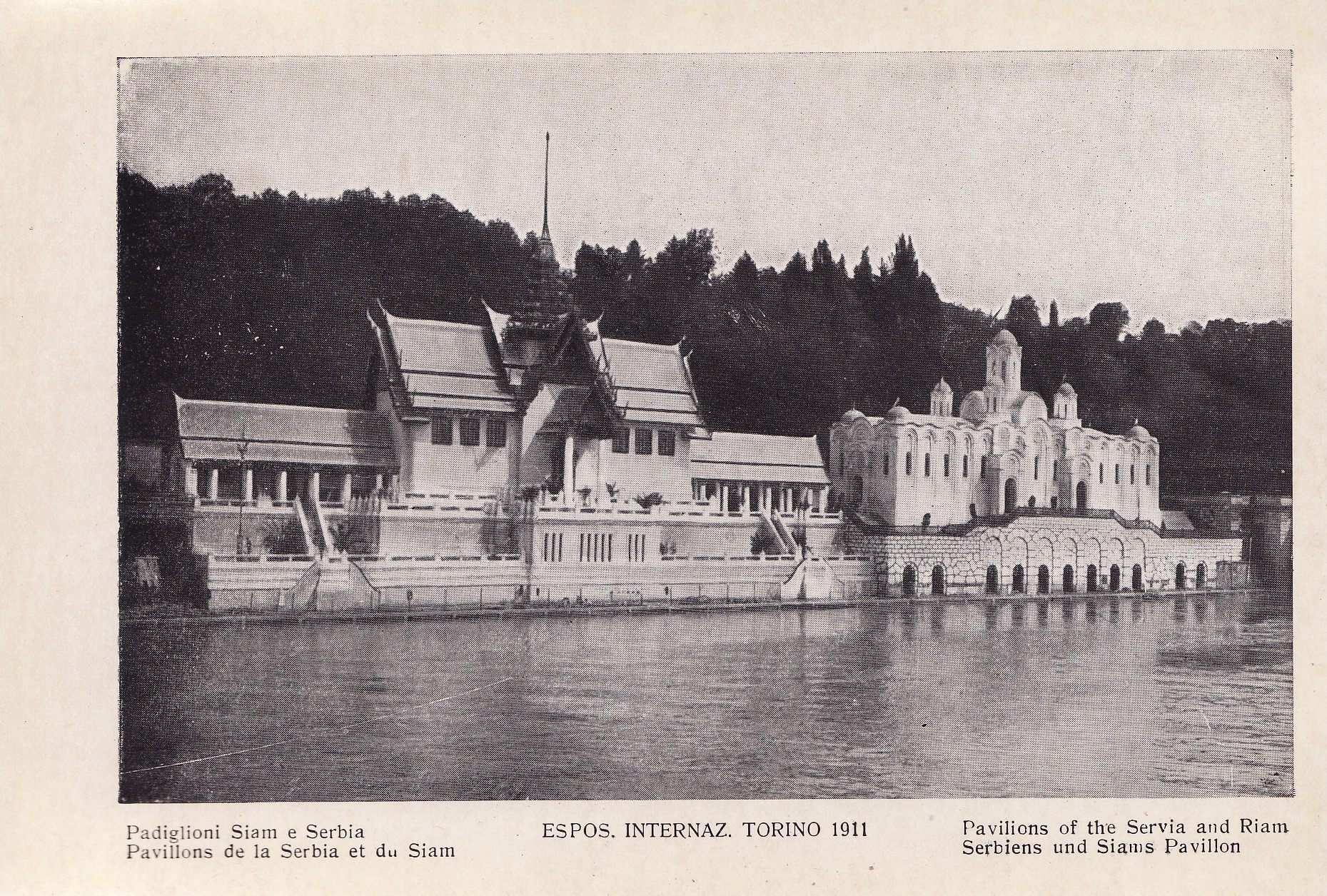
Pavillon von Serbien und Siam
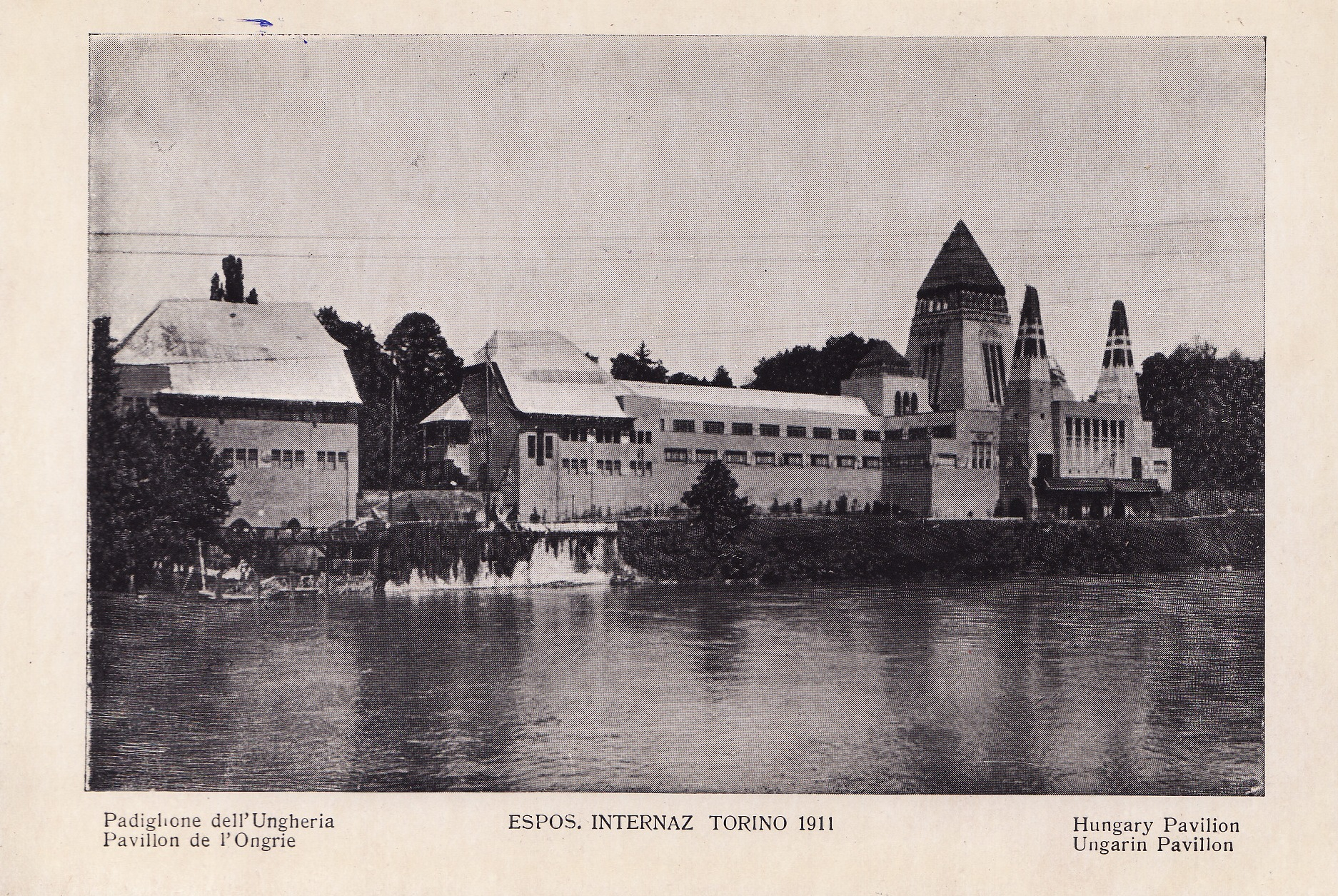
Pavillon von Ungarn
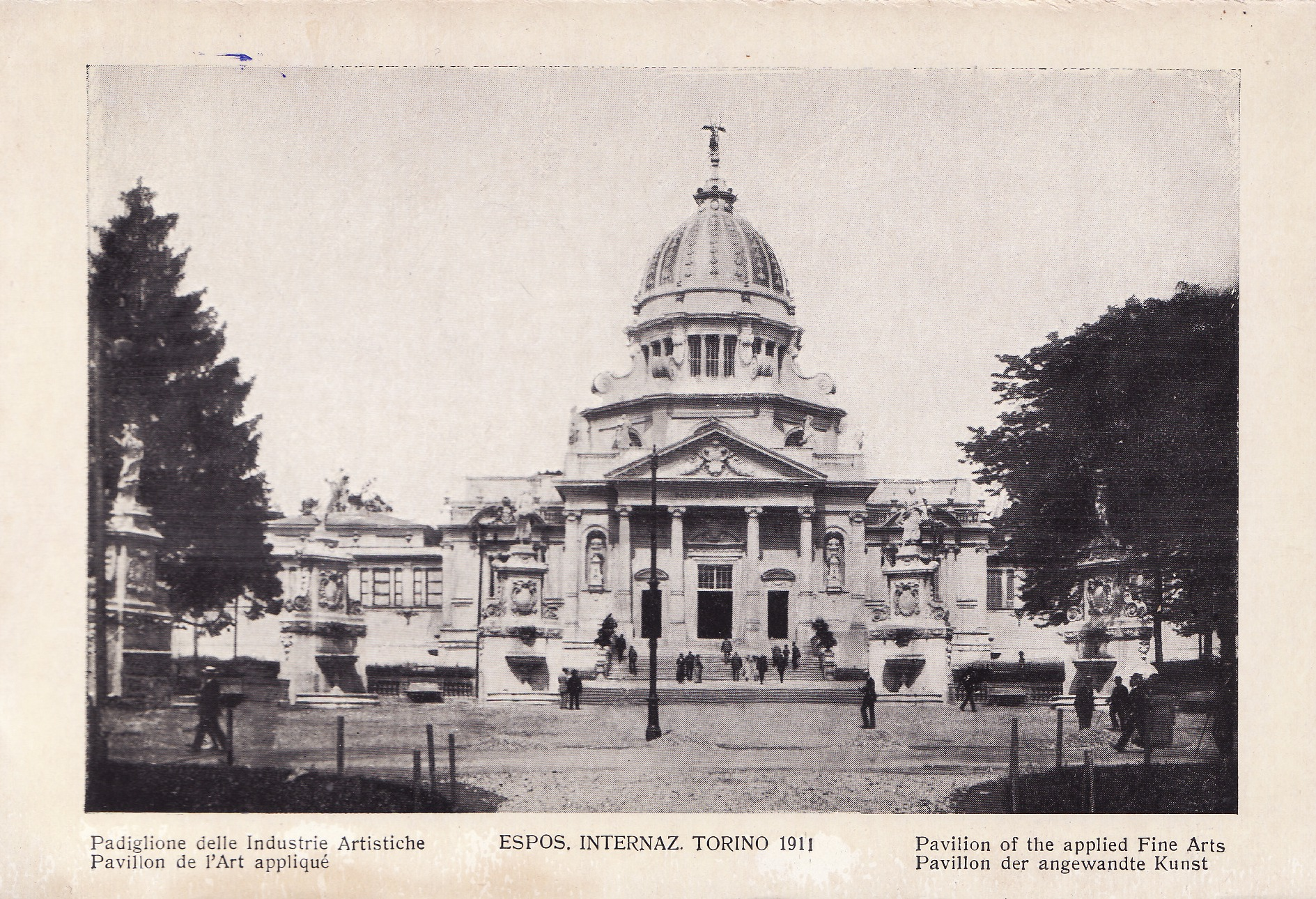
Pavillon der angewandten Künste